# Trichopterna rotundiceps
Trichopterna rotundiceps là một loài nhện trong họ Linyphiidae.
Loài này thuộc chi Trichopterna. Trichopterna rotundiceps được J. Denis miêu tả năm 1962.